# Phyllis Dillon
Pour les articles homonymes, voir Dillon.
Phyllis Dillon, née le 24 décembre 1944 à Linstead en Jamaïque et décédée le 15 avril 2004 à New York, est une chanteuse de ska, de rocksteady, et de reggae.

## Biographie
Phyllis Dillon grandit à Linstead (paroisse de Sainte-Catherine) où elle admire les voix des célèbres chanteuses américaines des années 1950, dont Connie Francis, Patti Page ou encore Dionne Warwick. Elle s'inscrit à un concours de chant au Glass Bucket Club de Kingston, où le guitariste Lynn Taitt repère sa voix. Il lui propose de venir auditionner dans les studios de Duke Reid et celui-ci lui propose alors d'enregistrer une chanson Don't Stay Away  qui sort en 1967 sous forme de 45 tours sur le label du Duke : Treasure Isle. Viennent ensuite de nombreux titres : Perfidia, It's Rocking Time, Love Letters en duo avec Alton Ellis, Woman Of The Ghetto, etc. 
Selon la chanteuse, Reid sélectionnait personnellement les meilleures chansons enregistrées. Plusieurs faces de sa période rocksteady sont des adaptations d'airs de rhythm and blues et de soul.
Elle s'installe à New York en décembre 1967 où elle chante avec les Bucaneers. Les cinq années qui suivent, elle effectue les aller-retours en Jamaïque pour enregistrer auprès de Reid ; en parallèle, elle se centre sur sa famille et aspire à une vie active stable. Dillon cesse toute activité musicale en 1971, avant de revenir en 1993 au Festival Rock Steady de Portmore en Jamaïque, et l'année suivante à Londres.
Elle meurt des suites d'un cancer le 15 avril 2004.